# 辜梓豪
辜梓豪（1998年3月13日—），中国职业围棋九段棋手，在野狐網上平台的对弈名叫“印城之霸”，兩座世界冠军。

## 生平
出生于湖北仙桃，师从毕学军5段、阎安七段、黎春华四段和褚飞五段。他2010年入段，2016年7月升为五段。代表安徽宁国市政队参加了2012年金立智能手机杯围甲联赛。2015年夺得全国围棋个人赛冠军。2015年击败史干生、申真谞、金明训、赵晨宇和李东勋，夺得第二届利民杯世界围棋星锐最强战冠军。2016年参加第三届百灵杯世界围棋公开赛本赛。同年战胜许皓鋐、河野临和金志锡，获得第11届春兰杯第四名。
2016-2017年连胜杨鼎新、孙腾宇、常昊、谢赫、王檄、芈昱廷、时越和周睿羊，闯入第八届龍星戰四强。
2017年战胜李维清、李东勋、朴永训和朴廷桓，进入第22届三星车险杯四强。半决赛以2：1战胜童梦成。12月7日，在先失一局的情况下，最终以2：1战胜唐韦星，获得第22届三星杯冠军。2023年6月17日，辜梓豪在先失一局下連取二局，以2：1逆轉申真諝獲得第一屆“衢州烂柯杯”世界围棋公开赛冠軍，這也是他的第二座世界冠军奖杯。

## 国际比赛成绩
| 赛事     | 2016 | 2017 | 2018 | 2019 | 2020 | 2021 | 2022 | 2023 |
| -------- | ---- | ---- | ---- | ---- | ---- | ---- | ---- | ---- |
| 应氏杯   | ×    | -    | -    | -    | 8强  | -    | -    | -    |
| 三星杯   | ×    | 冠军 | 16强 | 4强  | 32强 | ×    | 16强 | 8强  |
| LG杯     | ×    | ×    | 32强 | ×    | 16強 | ×    | 32強 | 8強  |
| 春兰杯   | 殿军 | -    | 8强  | -    | ×    | -    | 16強 | -    |
| 百灵杯   | 64强 | -    | 4强  | 停辦 | 停辦 | 停辦 | 停辦 | 停辦 |
| 梦百合杯 | -    | 64强 | -    | 64强 | -    | -    | -    | 8强  |
| 亚洲杯   | ×    | ×    | ×    | 停辦 | 停辦 | 停辦 | 停辦 | 停辦 |
| 农心杯   | ×    | ×    | ×    | ×    | 3:1  | ×    | 2:1  | 0:1  |
| 爛柯杯   | -    | -    | -    | -    | -    | -    | -    | 冠军 |

- 注1：某些赛事的比赛时间，由本赛开始至完结，可跨年进行。默认情况下按照本赛开始日期的年份计算
- 注2：浅绿背景指赛事在现时所有比赛日程未完结或仍在进行中
- 注3：× 代表未打进淘汰赛或未参加；- 代表当年并没有举办
- 注4：农心杯的为当年个人对赛记录（胜:负）
- 注5：斜体字意味着进入本赛后未赢一场